# Thomas Hutchins
Thomas Hutchins (ca. 1742 - 7 juli 1790), was een Britse
arts en natuurvorser.

## Biografie
Hutchins was vanaf 1766 in dienst bij de koloniaal-Canadese Hudson's Bay Company. Hij werkte er als bedrijfsarts in de factorij in Manitoba tot 1773 en daarna als hoofd van Fort Albany in het noordoosten van Ontario. Naast zijn werk als arts, deed Hutchins onderzoek naar eetbare lokale gewassen die een rol konden spelen bij het voorkomen van scheurbuik. Ook bestudeerde hij de plaatselijke fauna en diverse natuurkundige verschijnselen.
In 1768/69 verbleef de astronoom William Wales enige tijd in de factorij in Manitoba. Hij was er in opdracht van de Royal Society, de Britse Academie van Wetenschappen, om waarnemingen te verrichten van de venusovergang. Wales liet instrumenten en instructies achter bij Hutchins, om er meteorologisch onderzoek mee te doen. Op verzoek van de Royal Society bestudeerde hij in 1775/76 ook de magnetische declinatie, een zijdelingse afwijking van de kompasnaald.
In 1775 verrichtte Hutchins experimenten met het stollen van kwik, waarbij hij vaststelde waarom eerdere proefnemingen waren mislukt: op het moment van stollen verandert het volume van deze stof plotseling. Nadat hem verbeterde instrumenten waren gestuurd, stelde hij het smeltpunt van kwik op -39° F (-39,4° C). Voor dit werk werd hem in 1783 de Copley Medal, de wetenschapsprijs van de Royal Society, verleend. Hutchins deelde de onderscheiding dat jaar met John Goodricke.
In 1782 keerde Hutchins naar Engeland terug en werkte er in Londen tot aan zijn dood voor de Hudson's Bay Company.
De kleine Canadese gans is naar Hutchins vernoemd: Branta hutchinsii.